# Экстрём, Маттиас

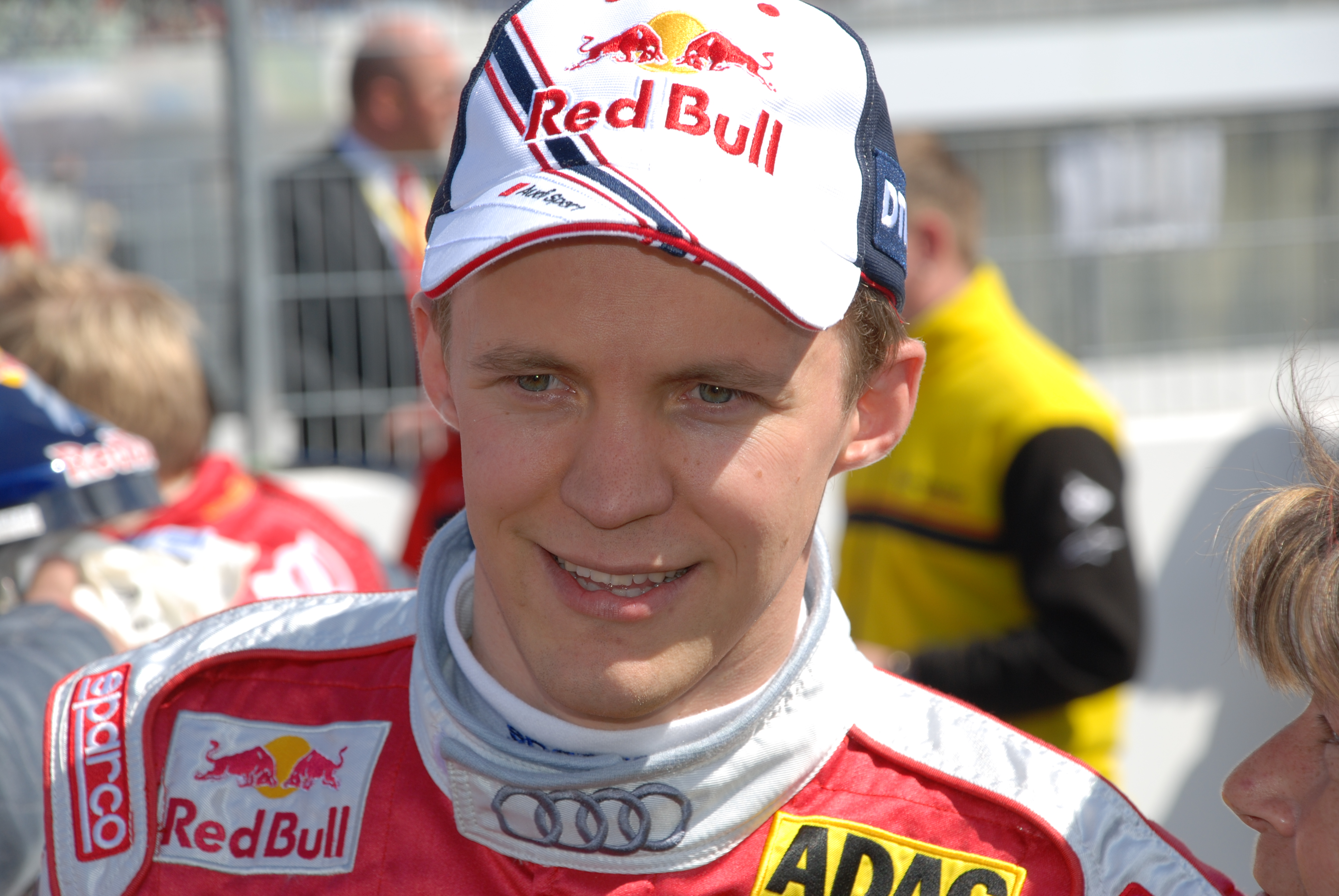
Маттиас в Хоккенхаймринге, 2008

Маттиас Экстрём (швед. Mattias Ekström; 14 июля 1978, Фалун, Швеция) — шведский автогонщик, победитель кольцевого турингового первенства STCC (1999), двукратный победитель кольцевого турингового первенства DTM (2004, 2007), трёхкратный победитель Гонки чемпионов (2006, 2007, 2009), чемпион мира по ралли-кроссу (2016).

## Биография
Маттиас Экстрём родился в семье Бенгта Экстрёма, известного в 1990-х годах гонщика ралли и ралли-кросса из Авесты. Родной город семьи Экстрёмов - Крилбо в Швеции, но Маттиас постоянно проживает в Саленстейне (Швейцария). С 1997 до 2007 года он состоял в отношениях с Тиной Торнер, которая выступает в ралли и ралли-рейдах штурманом.
Маттиас никогда не выступал на автомобилях с открытыми колесами, начав карьеру в шведском картинге. Оттуда он перешёл в шведский кубок Рено5 в 1995 году (в 1996-м победил в общем зачете), откуда в 1997 году перешёл в STCC, завоев в первый же год подиум в одной из гонок и титул «Новичка года». В 1999 году он выиграл титул в STCC, а также участвовал в гонке STW на Ошерслебене.
С 2001 года Маттиас выступает в серии ДТМ за Ауди в составе частной команды Abt Sportsline, первая победа в 2002 году В 2004-м Маттиас выиграл чемпионат уже на заводской машине в той же команде. В 2007 году он повторил это достижение, став третьим гонщиком после Клауса Людвига и Бернда Шнайдера, кто выигрывал ДТМ более одного раза. Всего же на счету Маттиаса 16 побед в ДТМ.
Экстрём также участвует в ралли (победа в группе N на Ралли Швеции и Каталонии в 2004 году, 10-е место в общем зачете на ралли Германии в 2006), а в 2007 был запасным пилотом Ауди на 24 часах Ле-Мана.
Кроме того, Экстрём участвовал в Гонке чемпионов, в 2005 вместе с Томом Кристенсеном он выиграл Кубок Наций для Скандинавии, а в 2006, 2007 и 2009 годах победил в личном зачете, опередив Михаэля Шумахера и Себастьена Лёба.

## Награды
- Моторная медаль Принца (Швеция, 21 марта 2018 года)[2]